# Louis Baraguey d'Hilliers
Louis Baraguey d'Hilliers (Parigi, 13 agosto 1764 – Berlino, 6 gennaio 1813) è stato un generale francese, sotto il comando di Napoleone Bonaparte.

## Biografia
Baraguey d'Hilliers è un nobile entrato nell'esercito francese come sottotenente nel 1784, venne promosso a tenente nel 1791, prima di lasciare l'incarico in polemica con la condotta di guerra dei rivoluzionari. All'inizio della guerra rivoluzionaria della nuova repubblica francese decise di rimanere in patria, e nel 1793 venne promosso, durante l'assedio di Magonza. Baraguey d'Hilliers venne arrestato e processato dal tribunale rivoluzionario, ma venne rilasciato dopo un anno di carcere per via della morte di Robespierre e reintegrato. Nel 1796 comandò parte della repressione contro gli insorti.
Aggregato nello stesso anno all'Armata d'Italia, ha servito sotto Napoleone Bonaparte e fu coinvolto nella Battaglia di Rivoli e nella conquista di Bergamo. Fu quindi promosso generale di divisione, e durante il periodo di occupazione fu a capo della guarnigione francese di stanza a Venezia. Nel 1798 accompagnò Bonaparte in Egitto, ma dopo che i francesi conquistarono Malta (dove partecipò attivamente allo sbarco e alla conquista della postazione di San Pawl il-Bahar) venne nuovamente inviato in Francia con il bottino conquistato. Durante il viaggio di ritorno la sua nave fu però intercettata dalla Royal Navy fu fatto prigioniero. Dopo la sua liberazione dovette affrontare una corte marziale, e fu assolto.
Nel 1801 Baraguey d'Hilliers venne nominato ispettore generale di fanteria e nel 1804 divenne colonnello generale dei dragoni, nonché grande ufficiale della Legion d'Onore. Comandò una riserva di cavalleria durante la campagna del 1805, e si distinse nella battaglia di Elchingen al comando del generale Ney. Durante la campagna del 1809 ha servito sotto il viceré Eugenio di Beauharnais, distinguendosi al comando dei dragoni francesi nella battaglia di Raab. Nel 1811 fu inviato in Spagna, dove servì in Catalogna, regione della quale divenne governatore dopo la conquista. Richiamato dalla Spagna, servì nella campagna di Russia. Durante la ritirata da Mosca, Baraguey d'Hilliers e la sua divisione dovettero arrendersi il 9 settembre ai russi, evento che suscitò l'irritazione di Napoleone, che ne ordinò il processo davanti ad una corte marziale. Baraguey morì tuttavia a Berlino, senza mai affrontare il procedimento.
La sua tomba è situata nel cimitero militare degli Invalides a Parigi, ed il suo nome compare tuttora sull'Arco di Trionfo a Parigi, iscritto sul pilastro sud. Suo figlio Achille, seguì come lui la carriera militare e fu generale durante il secondo impero francese.

## Stemma
| Immagine | Blasonatura |
| \| \|    | Louis Baraguey d'Hilliers Conte dell'Impero francese Inquartato: al 1° al quarto dei conti militari dell'Impero; al 2° d'argento al cavallo rampante di nero; al 3° di rosso seminato di stelle d'argento; al 4° d'azzurro al casco da dragone d'oro di profilo. Ornamenti esteriori da conte dell'impero francese, cavaliere di gran croce dell'Ordine della Legion d'onore. |
|          | |